# UNIVAC
UNIVAC (ang. UNIVersal Automatic Computer) – amerykańskie przedsiębiorstwo produkujące komputery typu mainframe. Powstało ono z wydzielenia części korporacji Remington Rand, która w 1950 roku nabyła Eckert-Mauchly Computer Corporation (firmę założoną 4 lata wcześniej przez twórców ENIAC-a).
Jego najsłynniejszym produktem był komputer UNIVAC I, czyli pierwszy na świecie elektroniczny komputer ogólnego przeznaczenia.